# رون بوشارد
رون بوشارد (بالإنجليزية: Ron Bouchard)‏ هو سائق سيارة سباق أمريكي، ولد في 23 نوفمبر 1948 في فيتشبورغ في الولايات المتحدة، وتوفي في 10 ديسمبر 2015 في بوسطن في الولايات المتحدة بسبب سرطان.

## وصلات خارجية
- رون بوشارد على موقع Racing-Reference.info (الإنجليزية)
- رون بوشارد على موقع DriverDB.com (الإنجليزية)